# Sula
Sula es un género de aves suliformes perteneciente a la familia Sulidae. Sus miembros suelen denominarse comúnmente piqueros, alcatraces o pájaros bobos y se distribuyen principalmente por los océanos tropicales. Se caracterizan por tener un pico robusto, largo y puntiagudo y sus patas cortas y con pies palmeados están situadas muy atrás, diseñados para nadar, lo que les da un aspecto torpe cuando andan. Se alimentan pescando en el mar lanzándose en picado durante el vuelo. Estas aves con cuerpo en forma de torpedo se sumergen a gran velocidad desde alturas impresionantes para atrapar peces y calamares.

## Especies
El género contiene seis especies:
- Sula nebouxii - piquero camanay o patiazul;
- Sula variegata - piquero peruano;
- Sula dactylatra - piquero enmascarado;
- Sula granti - piquero de Nazca;
- Sula sula - piquero patirrojo;
- Sula leucogaster - piquero pardo.

## Taxonomía y evolución

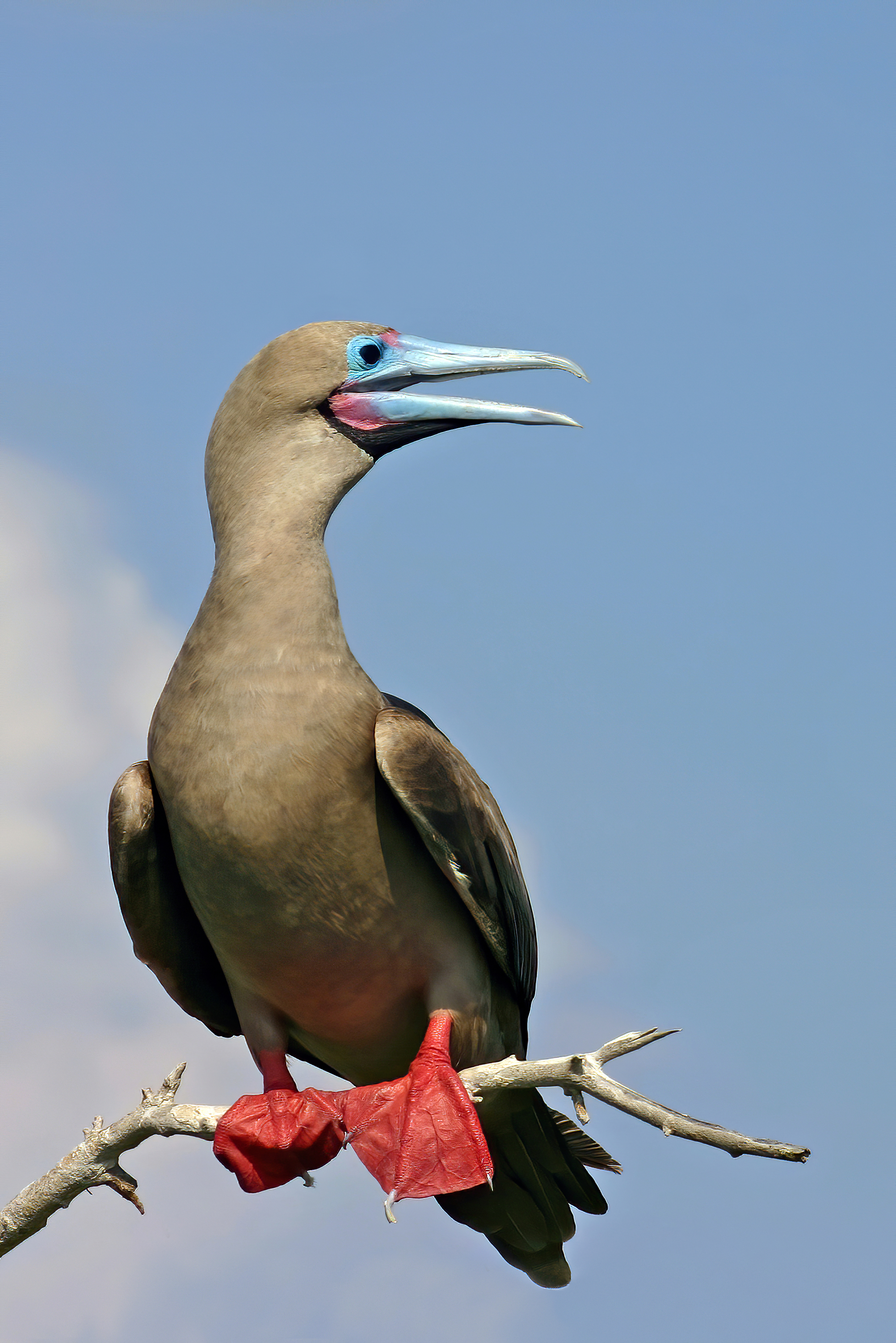
Piquero patirrojo (Sula sula)

Las seis especies de piqueros del género Sula, están cercanamente emparentados con los alcatraces del género Morus.
El piquero de Abbott que anteriormente se incluía en este género actualmente se clasifica en su propio género, Papasula, que representa un linaje antiguo quizás más cercano a Morus.
Algunos taxónomos consideran que las nueve especies deberían incluirse todas en el género Sula. Pero su opinión se descarta por las evidencias osteológicas. Se sabe que existen linajes separados de piqueros y alcatraces desde al menos el Mioceno medio, 15 millones de años aproximadamente.
Los registros fósiles de los piqueros no están tan bien documentados como los de los alcatraces, posiblemente porque las especies de piqueros eran menos numerosas de finales del Mioceno al Plioceno, cuando los alcatraces tenían su mayor diversidad o posiblemente debido a su distribución tropical sus fósiles simplemente no se han encontrado aún, como en los emplazamientos de Norteamérica y Europa.
El género incluye además de las especies vivas las siguientes especies fósiles del Plioceno y el Mioceno:
- Sula willetti (California)
- Sula humeralis
- Sula sulita (Perú)
- Sula magna (Perú)